# Володимир Тарнавський
Володимир Тарнавський (ісп. Vladimiro Tarnawsky; 19 серпня 1939, Київ, Українська РСР, СРСР) — аргентинський футболіст українського походження, воротар.

## Біографія
Ще дитиною покинув СРСР. Його першим клубом був «Порвенір», в якому він грав з 1951 по 1956 рік, проводячи більшу частину часу на лаві запасних. З 1957 року по 1960 рік грав за «Ньюеллс Олд Бойз». У 1960 році перейшов у «Сан-Лоренсо де Альмагро». Дебютував за команду 17 квітня проти «Велес Сарсфилда». У 1960 зіграв 5 матчів у Кубку Лібертадорес, а команда дійшла до півфіналу, де поступилася уругвайському «Пеньяролю». У 1961 році разом з командою завоював друге місце в чемпіонаті Аргентині, поступившись лише «Расінгу» з міста Авельянеда. У 1963 році виступав за «Естудіантес». Всього в чемпіонаті Аргентини зіграв 150 матчів. Пізніше грав в США за «Тризуб» з Філадельфії і «Беконс» (Бостон).
У 1959 році провів 1 матч за збірну Аргентини.

## Досягнення
- Переможець Панамериканського чемпіонату: 1960
- Срібний призер чемпіонату Аргентини (1): 1961